# Manuel Folch Aguilella
Manuel Folch Aguilella (Vila-real, 2 de maig de 1940) fou un futbolista valencià de la dècada de 1960.

## Trajectòria
Destacà a la segona divisió espanyola, on jugà durant els anys seixanta defensant els colors del Llevant UE, el CE Castelló i el Vila-real CF. En total disputà 117 partits i marcà 20 gols en aquesta categoria. Fou un dels homes que formà part de la plantilla que assolí l'ascens a segona amb el Castelló la temporada 1965-66.